# Marc Lacroix
Marc Lacroix OMI (* 25. April 1906 in Saint-Simon-de-Bagot, Québec, Kanada; † 9. September 1976) war ein kanadischer Ordensgeistlicher und römisch-katholischer Bischof von Churchill-Hudson Bay.

## Leben
Marc Lacroix trat der Ordensgemeinschaft der Oblaten der Unbefleckten Jungfrau Maria bei und empfing am 21. Mai 1933 das Sakrament der Priesterweihe. 
Am 18. Dezember 1942 ernannte ihn Papst Pius XII. zum Titularbischof von Rhosus und zum Apostolischen Vikar von Baie d’Hudson. Der Bischof von Saint-Hyacinthe, Arthur Douville, spendete ihm am 22. Februar 1943 die Bischofsweihe; Mitkonsekratoren waren der Apostolische Vikar von James Bay, Henri Belleau OMI, und der Apostolische Vikar von Keewatin, Martin Joseph-Honoré LaJeunesse OMI.
Lacroix nahm an allen vier Sitzungsperioden des Zweiten Vatikanischen Konzils teil. Am 13. Juli 1967 wurde er infolge der Erhebung des Apostolischen Vikariats Baie d’Hudson zum Bistum der erste Bischof von Churchill. Papst Paul VI. nahm am 25. Oktober 1968 das von Marc Lacroix vorgebrachte Rücktrittsgesuch an und ernannte ihn zum Titularbischof von Chullu. Am 24. November 1970 verzichtete Marc Lacroix auf das Titularbistum Chullu.